# Góra magnetyczna
Góra magnetyczna – legenda krążąca wśród marynarzy w epoce średniowiecza, jakoby na Oceanie Indyjskim znajdowała się wyspa mająca bardzo silne pole magnetyczne. Według niej, miało być ono tak wielkie, że mogło wyciągać gwoździe i inne żelazne okucia ze statku, który się do niej zbliżył, powodując w rezultacie rozpadnięcie się okrętu na części i zatonięcie.
Legendy te mogły być oparte na relacjach Ptolemeusza, który twierdził, że magnetyzm ziemski ma swoje źródło w Indiach, co potwierdzał również święty Augustyn. W czasach średniowiecznych kierunek północy magnetycznej był już znany, jednakże ówcześni naukowcy nie potrafili wytłumaczyć tego zjawiska, stąd zapewne informacje w kronikach i relacjach o tajemniczych wyspach przyciągających metalowe części z przepływających okrętów.